# Adriana Fabbri Seroni
Adriana Fabbri Seroni, conosciuta anche solo come Adriana Seroni (Firenze, 9 giugno 1922 – 9 febbraio 1984), è stata una giornalista e femminista italiana, molto attiva nella lotta per i diritti delle donne.

## Biografia
Nata a Firenze nel 1922, dopo la laurea in Lettere svolse la professione di giornalista, fino ad approdare alla Camera dei Deputati nel 1972 per il PCI nel quale ha ricoperto l'incarico di membro della direzione nazionale e responsabile dell'organizzazione del partito.
Rimase alla Camera sino alla morte, avvenuta nel febbraio 1984 a causa di un arresto cardiaco, all'età di 61 anni.